# Vervoer in Haarlem-IJmond
De concessie Haarlem-IJmond is een openbaarvervoerconcessie die wordt gereden door Connexxion. Een R-netlijn in Haarlem maakt ook onderdeel uit van de concessie Amstelland-Meerlanden, namelijk N30 tussen station IJmuiden en Amsterdam-Zuidoost.
| Lijn      | Lijn | Traject                                                  | Via                                                                    | Opmerking                                                        |
| --------- | ---- | -------------------------------------------------------- | ---------------------------------------------------------------------- | ---------------------------------------------------------------- |
| Stadsbus  |      |                                                          |                                                                        |                                                                  |
|           | 2    | Station Spaarnwoude - Delftplein                         | Zuiderpolder, Slachthuiswijk, Centrum, Station, Kleverpark, Sinnevelt  |                                                                  |
|           | 3    | Haarlem Schalkwijk - IJmuiden, Rotonde Stadspark         | Spaarne Gasthuis, Centrum, Station, Delftplein, Velserbroek, Santpoort |                                                                  |
|           | 4    | Vogelenzang, Dorp - Haarlem Schalkwijk                   | Bennebroek, Heemstede                                                  |                                                                  |
|           | 7    | Station → Station                                        | Nova College, Spaarne College                                          | Schoolbus                                                        |
|           | 8    | Station → Station                                        | Nova College, Hogeschool Inholland, Overveen                           | Schoolbus                                                        |
|           | 9    | Bennebroek, Huis te Bennebroek - Vogelenzang, Dorp       | Heemstede, Aerdenhout                                                  |                                                                  |
|           | 12   | Delftplein - Spaarndam, Westhoff                         |                                                                        |                                                                  |
|           | 14   | Station Heemstede-Aerdenhout - Delftplein                | Station Haarlem                                                        |                                                                  |
|           | 15   | Station - Waarderpolder                                  | Station Spaarnwoude                                                    | Rijdt niet in het weekend.                                       |
| Streekbus |      |                                                          |                                                                        |                                                                  |
|           | 71   | Beverwijk, Station - Uitgeest, Station                   | Heemskerk                                                              |                                                                  |
|           | 72   | Beverwijk, Station - Heemskerk, Centrum                  |                                                                        | Rijdt in het weekend via de Bazaar                               |
|           | 73   | Haarlem Schalkwijk - Castricum, Station                  | Haarlem (Station, Delftplein), Velserbroek, Beverwijk, Heemskerk       |                                                                  |
|           | 74   | IJmuiden, Dennekoplaan - Heemskerk, Centrum              | Velsen, Beverwijk                                                      |                                                                  |
|           | 75   | Beverwijk, Station - Wijk aan Zee, Julianaplein          |                                                                        |                                                                  |
|           | 76   | Beverwijk, Station - De Bazaar                           |                                                                        | Bazaarbus, rijdt alleen in het weekend                           |
|           | 78   | Beverwijk, Station - Wijk aan Zee, Julianaplein          |                                                                        | Rijdt niet 's avonds.                                            |
|           | 80   | Amsterdam, Elandsgracht - Zandvoort, Centrum             | Halfweg, Haarlem, Heemstede, Bentveld                                  |                                                                  |
|           | 81   | Haarlem, Station Haarlem - Zandvoort, Centrum            | Overveen, Bloemendaal                                                  |                                                                  |
|           | 84   | Haarlem, Station Haarlem - Zandvoort, Station            | Overveen, Bloemendaal                                                  | Zomerbus                                                         |
| Buurtbus  |      |                                                          |                                                                        |                                                                  |
|           | 481  | Haarlem Delftplein - Ramplaankwartier                    | Santpoort, Bloemendaal, Overveen                                       | Rijdt niet 's avonds en op zondag                                |
| Spitsbus  |      |                                                          |                                                                        |                                                                  |
|           | 567  | Haarlem, Wim van Eststraat → Cruquius, Spaarne Werkt     |                                                                        | Rijdt alleen in de ochtendspits                                  |
|           | 568  | Haarlem, Delftplein → Cruquius, Spaarne Werkt            | Heemstede                                                              | Rijdt alleen in de ochtendspits                                  |
|           | 569  | Cruquius, Spaarne Werkt → Haarlem, Delftplein            |                                                                        | Rijdt alleen in de middagspits                                   |
|           | 572  | Heemskerk, Centrum – Wijk aan Zee, Julianaplein          | Beverwijk                                                              | 's Ochtends richting Wijk aan Zee, 's middags richting Heemskerk |
| Schoolbus |      |                                                          |                                                                        |                                                                  |
|           | 680  | Zwanenburg, Kinheim - Aerdenhout, Boekenroodeweg         | Heemstede                                                              | 's Ochtends richting Aerdenhout, 's middags richting Zwanenburg  |
| Nachtbus  |      |                                                          |                                                                        |                                                                  |
|           | N30  | IJmuiden, Dennekoplaan - Station Amsterdam Bijlmer ArenA | Driehuis, Haarlem, Hoofddorp, Schiphol, Amstelveen                     | Is ook onderdeel van de concessie Amstelland-Meerlanden          |
|           | N80  | Amsterdam, Leidseplein → Beverwijk, Station              | Halfweg, Haarlem, Velserbroek                                          | Rijdt alleen vrijdag- en zaterdagnacht                           |

## R-net
De volgende R-netlijnen doen de stad Haarlem of de omgeving van de IJmond aan.
| Lijn | Lijn | Traject                                             | Via | Voormalige lijn(en) | Opmerking                                                                                           |
| ---- | ---- | --------------------------------------------------- | --- | ------------------- | --------------------------------------------------------------------------------------------------- |
|      | 300  | Haarlem, Station – Amsterdam, Station Bijlmer ArenA | Haarlem (Schalkwijk Centrum), Vijfhuizen, Hoofddorp (Spaarne Gasthuis, Station), De Hoek (Abdijtunnel), Schiphol (Airport/Plaza, Noord), Amstelveen (Busstation), Ouderkerk aan de Amstel | 174                 | Voormalig Zuidtangent. Valt binnen de concessie Amstelland-Meerlanden.                              |
|      | 340  | Haarlem, Station – Mijdrecht, Centrum               | Heemstede, Hoofddorp (Spaarne Gasthuis, Centrum, Station), Aalsmeer, Uithoorn (Busstation)                                                                                                | 140                 | Hogere frequentie tussen Hoofddorp en Uithoorn. Valt binnen de concessie Amstelland-Meerlanden.     |
|      | 346  | Haarlem, Station – Amsterdam, Station Zuid          | , Station Amstelveenseweg, VU medisch centrum, De Boelelaan / VU | 176                 | Wordt op werkdagen uitgevoerd met dubbeldeksbussen. Valt binnen de concessie Amstelland-Meerlanden. |
|      | 356  | Haarlem, Station – Amsterdam, Station Bijlmer ArenA | , Badhoevedorp, Schiphol (Noord), Amstelveen (Busstation), Ouderkerk aan de Amstel | 175                 | Valt binnen de concessie Amstelland-Meerlanden.                                                     |
|      | 382  | Amsterdam, Station Sloterdijk – IJmuiden aan Zee    | Westpoort, Velsen-Zuid | 82                  | Hogere frequentie tussen Amsterdam en IJmuiden Dennekoplaan.                                        |
|      | 385  | Haarlem, Station – IJmuiden, Dennekoplaan           | Santpoort, Driehuis | 75                  | |